# Vittorio Cottafavi
Vittorio Cottafavi, né le 30 janvier 1914 à Modène et mort le 14 décembre 1998 à Anzio, est un réalisateur et scénariste italien.
Au début de sa carrière, ses films caractérisés par un lyrisme tragique le positionne à l'encontre du courant du néoréalisme en vogue à l'époque, ce qui lui vaudra des critiques plutôt dédaigneuses en Italie, mais une attention particulière de certains critiques français, notamment François Truffaut. À partir de 1958, il s'oriente vers le film de genre et devient l'un des maîtres du péplum. Il termine sa carrière en étant très prolifique à la télévision.

## Biographie
Fils d'Agnese Savio, propriétaire foncière piémontaise, et de Francesco, officier de l'armée royale, il est issu d'une riche et puissante famille de Reggio Emilia : son grand-père paternel, dont il porte le nom, a été plusieurs fois député et sous-secrétaire et enfin nommé sénateur par Vittorio Emanuele III en 1924, peu de temps avant sa mort. La famille Cottafavi, originaire de Correggio, était arrivée à Modène en 1911 : le capitaine Francesco servait à l'école militaire locale (aujourd'hui Académie), mais lorsqu'il partit au front, le petit Vittorio et sa mère s'installèrent à Turin, où ils passèrent la période de la Grande Guerre avec la famille Savio.
En 1921, la famille s'installe à Rome, où le futur réalisateur vivra toute sa vie, gardant jusqu'à la fin des liens étroits avec la ville d'origine de ses ancêtres : Dans les années 1960 et 1970, il collabore ou fait l'objet d'initiatives culturelles à la bibliothèque municipale, à laquelle il fait don de diverses œuvres qui — avec ceux offerts par son fils Francesco à la mort du réalisateur — constituent le riche et précieux « Centre de documentation Vittorio Cottafavi » (des milliers de « pièces » parmi lesquelles des écrits dédicacés, des articles, des critiques, des livres, ses films et ses œuvres télévisées — sur pellicule, VHS ou DVD —, des affiches originales et des photographies).
Dans la capitale, après ses études secondaires, le jeune Cottafavi fréquente la faculté de droit de l'université de Rome, tout en suivant des cours de philosophie et de littérature. Après quelques expériences dans l'industrie cinématographique, il s'inscrit finalement en 1935 au tout nouveau Centro sperimentale di cinematografia où, en 1938, il obtient un diplôme de mise en scène. En 1936, il est l'assistant bénévole de Jean Epstein pour Cœur de gueux et commence son intense apprentissage d'assistant réalisateur avec Mario Bonnard dans Jeanne Doré (1938), avec Camillo Mastrocinque dans Inventiamo l'amore (1938), avec Goffredo Alessandrini dans L'Apôtre du désert (1939) et Noces de sang (1941), avec Carlo Campogalliani dans Il cavaliere di Kruja (1940), avec Gianni Franciolini dans La Folle Journée (1943), avec Aldo Vergano dans Quelli della montagna (1943), avec Vittorio De Sica dans Les enfants nous regardent (1943),.

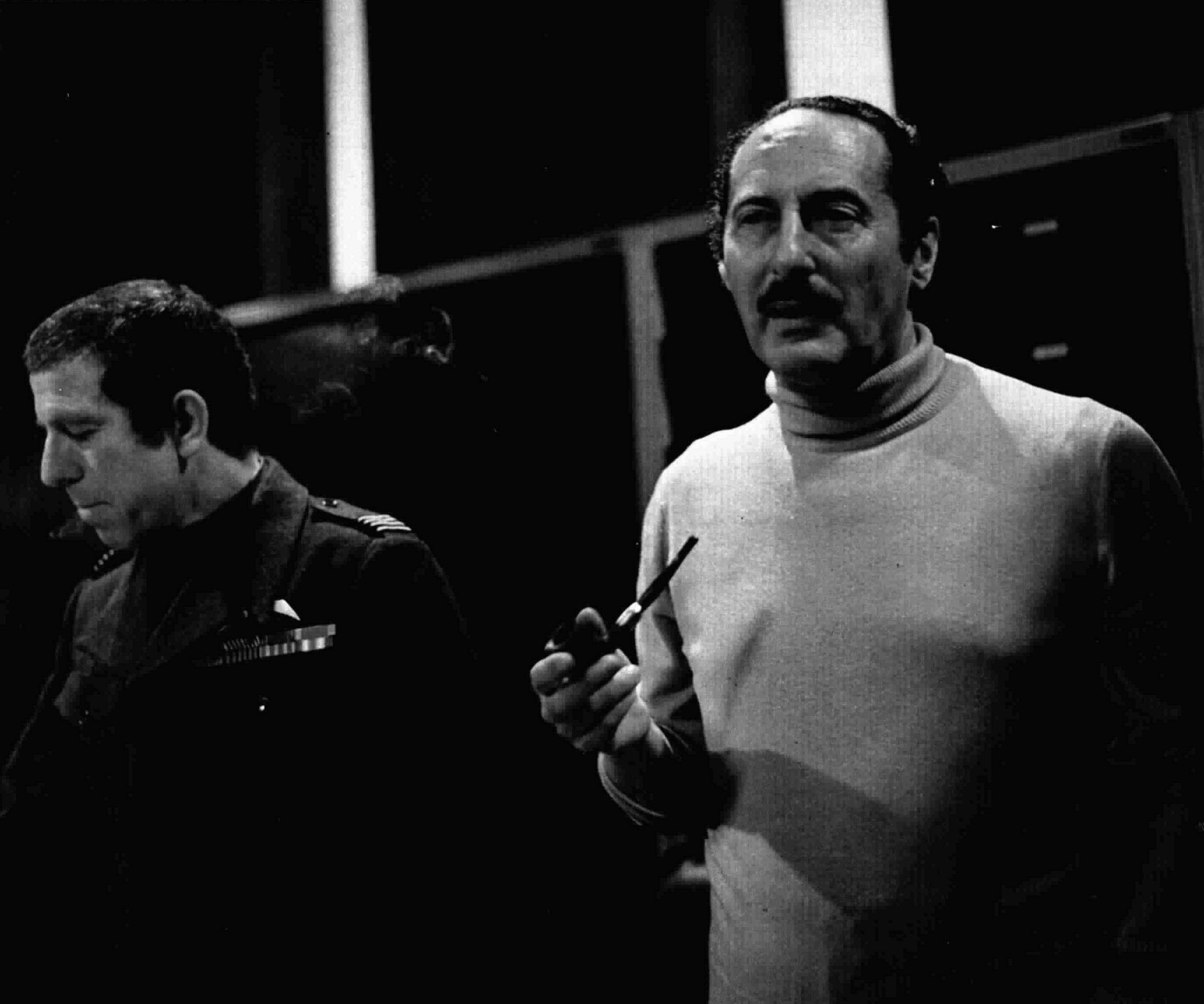
Vittorio Cottafavi (à droite) sur le tournage de la série A come Andromeda (1972).

Il devient réalisateur en 1943 avec le film Nos rêves, d'après la pièce de théâtre éponyme d'Ugo Betti. Accueilli favorablement par la critique et le public, le film apparaît d'emblée comme l'œuvre d'un professionnel sérieux grâce à l'excellence de la composition des cadres et à la fluidité de la narration.
Après la guerre, Cottafavi peine à s'intégrer au mouvement néoréaliste. Il collabore avec Vittorio De Sica sur La Porte du ciel (1945) et avec Aldo Vergano sur Le soleil se lèvera encore (1946). Ce n'est qu'en 1949 qu'il réussit à réaliser La fiamma che non si spegne, un film sur Salvo D'Acquisto, avec des intentions de célébration de la force des carabiniers ; le film est accueilli avec hostilité par les critiques qui y voient des signes de sympathie envers le fascisme,.
Dans l'après-guerre, il réalise quelques films à succès à l'instar de Le Prince au masque rouge (1953) d'après Alexandre Dumas père, ou Femmes libres (1954), un film où une femme cherche sa voie, partagée entre liberté et moralisme ; dans un entretien avec Bertrand Tavernier, Cottafavi déclare qu'il a souhaité avec ce film « cinématographier l'âme et les sentiments secrets ». Le lyrisme du cinéaste va parfois à l'encontre du néoréalisme en vogue à l'époque et il est plutôt rejeté par les critiques italiens, alors qu'il est apprécié en France, notamment par François Truffaut dans les Cahiers du cinéma.
À la fin des années 1950, il se tourne vers le péplum, avec des titres tels que Messaline (1960) et Les Légions de Cléopâtre (1960). Selon Jean-François Rauger, « La cruauté, présente, mais de façon plus psychologique, dans les titres du début des années 1950, prend une dimension plus graphique, s'inscrivant dans le sadomasochisme de bande dessinée du genre lui-même. Là aussi, les leçons de la tragédie classique s'imposent grâce à une mise en scène incroyablement subtile, saisissant le frémissement des événements dans le recours au silence, dans un usage particulier de la profondeur de champ ou bien dans le traitement géométrique de l'espace. Le péplum devient avec lui tout à la fois un récit humain, fût-il servi par la description d'un univers totalement fantaisiste, et une métaphore ».
Après l'échec du Fils du Cid (1964), le réalisateur abandonne définitivement le cinéma pour se consacrer à la télévision et au théâtre. Protagoniste, avec Anton Giulio Majano, Mario Landi, Sandro Bolchi et Daniele D'Anza, de la saison des téléfilms de la Rai, il commence à réaliser ce genre de scénario en 1958, avec Umiliati e offesi (d'après le roman de Dostoïevski Humiliés et Offensés), et continue pendant plus de 15 ans à réaliser des adaptations télévisuelles de romans pour la Rai. Considéré comme l'un des maîtres de la réalisation télévisuelle, il a dirigé au cours de sa carrière les acteurs les plus prestigieux du théâtre italien, d'Enrico Maria Salerno à Sarah Ferrati, d'Arnoldo Foà à Giancarlo Sbragia.
En 1966, il réalise l'opérette musicale La Fantarca, d'après un scénario de Giuseppe Berto, pour la télévision. En 1970, il réalise la série dramatique en six épisodes I racconti di padre Brown d'après Père Brown de Gilbert Keith Chesterton, qui réunit en moyenne 18 millions de téléspectateurs par épisode, puis la série de science-fiction à succès A come Andromeda (1972).

## Filmographie

### Cinéma
- 1943 : Nos rêves (I nostri sogni)
- 1946 : La Bête se réveille (Lo sconosciuto di San Marino), coréalisé avec Michał Waszyński
- 1947 : Fiamme sul mare, coréalisé avec Michał Waszyński
- 1948 : La grande strada (Wielka droga), coréalisé avec Michał Waszyński
- 1949 : La fiamma che non si spegne
- 1952 : Une femme a tué (Una donna ha ucciso)
- 1952 : Milady et les Mousquetaires (Il boia di Lilla)
- 1953 : Le Prince au masque rouge (Il cavaliere di Maison Rouge)
- 1953 : Le Bourreau de Venise (I Piombi di Venezia), coréalisé avec Gian Paolo Callegari (supervision)
- 1953 : Fille d'amour (Traviata '53)
- 1954 : L'Affranchi (Nel gorgo del peccato)
- 1954 : Cruelle Maternité (In amore si pecca in due)
- 1954 : Repris de justice (Avanzi di galera)
- 1954 : Femmes libres (Una donna libera)
- 1956 : Fiesta brava, film inachevé
- 1958 : La Révolte des gladiateurs (La rivolta dei gladiatori)
- 1960 : Messaline (Messalina Venere imperatrice)
- 1960 : Les Légions de Cléopâtre (Le legioni di Cleopatra)
- 1960 : La Vengeance d'Hercule (La vendetta di Ercole)
- 1961 : Les Vierges de Rome (Le vergini di Roma)
- 1961 : Hercule à la conquête de l'Atlantide (Ercole alla conquista di Atlantide)
- 1964 : Le Fils du Cid (I cento cavalieri)
- 1985 : Le Diable sur les collines (Il diavolo sulla collina)

### Télévision
- 1957 : Sette piccole croci (téléfilm)
- 1957 : Via Belgarbo (téléfilm)
- 1957 : L'avaro (téléfilm)
- 1957 : Hänsel e Gretel (téléfilm)
- 1958 : Casa di bambola (téléfilm)
- 1958 : Umiliati e offesi (téléfilm)
- 1958 : La spada di Damocle (téléfilm)
- 1958 : Antigone (téléfilm)
- 1959 : Processo di famiglia (téléfilm)
- 1959 : Passo falso (téléfilm)
- 1960 : Quando amor comanda (téléfilm)
- 1961 : La trincea (téléfilm)
- 1962 : Le notti bianche (téléfilm)
- 1962 : Operazione Vega (téléfilm)
- 1962 : Colloquio con un uomo disprezzato (téléfilm)
- 1962 : Il mondo è una prigione (téléfilm)
- 1963 : Il piccolo caffè (téléfilm)
- 1963 : Lo zoo di vetro (téléfilm)
- 1963 : Nozze di sangue (téléfilm)
- 1963 : Il taglio del bosco (téléfilm)
- 1963 : Gli spettri (téléfilm)
- 1964 : Così è (se vi pare) (téléfilm)
- 1964 : L'uomo (téléfilm)
- 1964 : Mille franchi di ricompensa (téléfilm)
- 1965 : Ai poeti non si spara (téléfilm)
- 1965 : La potenza delle tenebre (téléfilm)
- 1965 : Antonio e Cleopatra (téléfilm)
- 1965 : Le piccole volpi (téléfilm)
- 1965 : Vita di Dante (feuilleton télé)
- 1966 : Quinta colonna (feuilleton télé)
- 1967 : Knock o Il trionfo della medicina (téléfilm)
- 1967 : Le troiane (téléfilm)
- 1967 : Il processo di Santa Teresa del bambino Gesù (téléfilm)
- 1967 : Don Giovanni (téléfilm)
- 1967 : Delirio a due (téléfilm)
- 1967 : La paura delle botte (téléfilm)
- 1967 : L'idolo delle scene (téléfilm)
- 1968 : La fantarca (téléfilm)
- 1968 : Cristóbal Colón (feuilleton télé)
- 1969 : Oliver Cromwell: Ritratto di un dittatore (feuilleton télé)
- 1970 : Una pistola in vendita (feuilleton télé)
- 1970 : I racconti di Padre Brown (série télé)
- 1971 : La signora delle camelie (téléfilm)
- 1972 : A come Andromeda (série télé)
- 1973 : Vestire gli ignudi (téléfilm)
- 1973 : Napoleone a Sant'Elena (feuilleton télé)
- 1973 : La Folie Almayer (téléfilm)
- 1973 : La scuola delle mogli (téléfilm)
- 1974 : Sotto il placido Don (feuilleton télé)
- 1979 : Con gli occhi dell'occidente (feuilleton télé)
- 1981 : Maria Zef (it) (téléfilm)